# 가라스에촌
가라스에촌(烏江村)은 일본 기후현 요로군에 설치되었던 촌이다. 현재의 요로군 요로정의 일부에 해당한다.